# Тіна Тернер
Ті́на Те́рнер (англ. Tina Turner), при народженні А́нна Мей Ба́ллок (англ. Anna Mae Bullock; 26 листопада 1939 — 24 травня 2023) — американська співачка, авторка пісень, акторка й танцівниця. Володарка восьми премій «Греммі». За свій артистизм, темперамент і сценічну виразність здобула титул «Королеви рок-н-ролу».
Тернер розпочала музичну кар'єру 1956 року в гурті Ike & Tina Turner свого майбутнього чоловіка Айка Тернера. Свою першу платівку вона записала 1958 року під ім'ям Літтл Енн, а 1960 року дебютувала як Тіна Тернер з синглом «A Fool in Love». Дует співачки зі своїм чоловіком Ike & Tina Turner Revue випустив такі хіти, як «It's Gonna Work Out Fine», «River Deep — Mountain High», «Proud Mary» і «Nutbush City Limits», після чого розпався 1976 року.
У 1980-х роках Тернер розпочала «одне з найбільших повернень в історії музики». Її мультиплатиновий альбом Private Dancer 1984 року містив хіт «What's Love Got to Do With It», який здобув премію «Греммі» «Запис року» і став її першою і єдиною піснею «номер один» у чарті Billboard Hot 100. Світові гастролі «Break Every Rule World Tour» стали найкасовішим жіночим туром 1980-х років і встановили світовий рекорд Гіннеса за найбільшу кількість відвідувачів концерту. Тернер знялася у фільмах «Томмі[en]» і «Шалений Макс 3». Після завершення туру «Tina!: 50th Anniversary Tour» 2009 року Тернер вийшла на пенсію.
Тернер продала понад 100 мільйонів платівок в усьому світі, ставши однією з найпопулярніших артисток усіх часів. Вона здобула 12 премій «Греммі», зокрема «За життєві досягнення», увійшла до Зали слави «Греммі», потрапила до списку 100 найкращих виконавців усіх часів. Тернер має зірку на Голлівудській алеї слави та на Алеї слави в Сент-Луїсі. До Зали слави рок-н-ролу співачка була включена двічі: 1991 року разом з Айком Тернером та 2021 року як сольна виконавиця. 2005 року Тіна Тернер стала лауреаткою Почесної премії Центру Кеннеді та премії «Жінка року».

## Ранні роки
Анна Мей Баллок (справжнє ім'я Тіни Тернер) народилася 26 листопада 1939 року в Браунсвіллі (Теннессі). Вона була наймолодшою донькою Флойда Річарда Баллока та його дружини Зельми Прісцилли (уродженої Каррі). Сім'я жила в сільській неінкорпорованій громаді Натбуш, де батько Анни працював наглядачем за пайовиками на фермі Пойндекстер на 180-му шосе; пізніше вона згадувала, як у ранньому віці збирала бавовну зі своєю сім'єю.
Хоча Анна була афроамериканкою, вона вважала, що серед її предків є значна кількість індіанців, поки не взяла участь у телепроєкті мережі PBS «Життя афроамериканців 2» з Генрі Луїсом Гейтсом. Гейтс оприлюднив результати дослідження історії її родини та генеалогічного ДНК-тесту, який спростував її індіанське походження. 
В дитинстві Анна любила співати і декламувати діалоги з фільмів, щоб розважити свою сім'ю. У неї було дві старші сестри, Евелін Хуаніта Каррі та Рубі Аллайн Баллок, яка писала пісні. Вона була троюрідною сестрою блюзмена Юджина Бріджеса. Ще маленькими дітьми трьох сестер розлучили, коли їхні батьки переїхали до Ноксвілла (Теннессі), де в часи Другої світової війни вони працювали на оборонному об'єкті. Анну відправили жити до дідуся та бабусі по батьківській лінії, Алекса і Роксани Баллок, що відрізнялися строгим норовом та релігійністю; вони служили дияконами у Вудлоунській місіонерській баптистській церкві. Після війни сестри жили разом з батьками у Ноксвіллі. Через два роки сім'я повернулася до Натбуша, оселившись в районі Флагг-Гроув, де Анна навчалася у початковій школі з першого по восьмий клас. 
1950 року, коли Анні було 11 років, Зельма, втомившись від насильницького ставлення до неї Флойда, нікому не повідомивши, залишила їхній дім й поїхала до Сент-Луїса. Через два роки після того, як її мати покинула сім'ю, батько одружився з іншою жінкою і переїхав до Детройта. Анну та її сестер відправили жити до бабусі по материнській лінії, Джоржанни Каррі, у Браунсвілль (Теннессі). Надалі у своїй автобіографії «Я, Тіна» Тернер писала про те, як відчувала, що батьки її не люблять і що вона нікому не потрібна. Зельма планувала піти від Флойда раніше, але після того, як завагітніла, вирішила залишилася. Анна згадувала про свою мати: «Вона була дуже молодою жінкою, яка не хотіла мати ще одну дитину».
Підлітком Анна працювала прислугою в сім'ї Гендерсонів у Ріплі (Теннессі). У будинку Гендерсонів до неї прийшла звістка про загибель в автокатастрофі зведеної сестри Евелін, у яку та потрапила разом зі своїми двоюрідними сестрами Маргарет і Велою Еванс (останній вдалося вижити). В юності Анна співала в церковному хорі баптистської церкви Спрінг-Гілл у Натбуші. Будучи, за власним зізнанням, «дівчиськом», Анна виступала у Карверській середній школі у Браунсвіллі, як у групі підтримки, так і у самій жіночій баскетбольній команді, «спілкуючись з іншими при кожній нагоді». У віці 16 років, коли померла її бабуся, вона переїхала жити до матері в Сент-Луїс. 1958 року вона закінчила Самнерську середню школу, після чого пішла працювати санітаркою в Єврейській лікарні Барнса.

## Ike & Tina Turner

### 1956—1960: початок кар'єри
—Тіна Тернер (1986)
Анна і її сестра стали часто виступати в нічних клубах Сент-Луїса та Іст-Сент-Луїса. У клубі «Мангеттен» в Іст-Сент-Луїсі вона уперше побачила виступ Айка Тернера з гуртом Kings of Rhythm. Вражена його талантом, Анна згодом згадувала, що «майже впала в транс», спостерігаючи за його грою. Вона попросила Тернера дозволити їй співати в його гурті, попри те, що мало хто з жінок будь-коли виступав із ним. Тернер сказав, що зателефонує їй, але так і не зробив цього. Одного вечора 1956 року Анна взяла мікрофон у барабанщика Kings of Rhythm Юджина Вашингтона під час антракту і заспівала блюзову баладу Бі Бі Кінга «You Know I Love You». Почувши спів Анни, Айк Тернер запитав її, чи знає вона ще пісні. Після цього вона співала до кінця вечора і надалі стала провідною вокалісткою його гурту. У цей період він навчав її тонкощів вокального контролю та виконання. Перший запис Анни зробили 1958 року під ім'ям Літтл Енн на синглі «Boxtop». На цьому записі вона виступала як вокалістка разом з Айком й іншим співаком Kings of Rhythm Карлсоном Олівером.
1960 року Айк Тернер написав пісню «A Fool in Love» для співака Арта Лессітера. Анна мала створювати вокальний фон разом із бек-вокалістками Лессітера, гуртом Artettes. Однак Лессітер не з'явився на сесію запису в Technisonic Studios. Оскільки студійний час вже був оплачений Тернером, Анна запропонувала дати їй заспівати головну партію. Тернер вирішив використати Анну для запису демо, маючи намір пізніше стерти її спів і додати вокал Лессітера. Місцевий диск-жокей із Сент-Луїса Дейв Діксон переконав Тернера відправити запис Джаггі Мюррею, президенту R&B-лейблу Sue Records. Почувши пісню, Мюррей був вражений вокалом Анни та пізніше заявив, що «Тіна звучала як кричущий бруд. Це було фанкове звучання». Мюррей купив трек і заплатив Тернеру аванс 25 000 доларів за право на запис і публікацію. Також Мюррей переконав Тернера зробити Анну «зіркою шоу». Відповідно до цього Тернер дав Анні нове ім'я «Тіна», яке римувалося з ім'ям Шина. На створення її сценічного образу його надихнули комікси «Шина, королева джунглів» та «Ніока, дівчина з джунглів». Тернер додав до її нового імені своє прізвище і захистив все це авторським правом, зареєструвавши торгову марку «Tina Turner». Його ідея полягала в тому, що якщо Анна покине його, як це робили попередні співачки, він зможе замінити її іншою «Тіною Тернер». Надалі їхній творчий дует вказувався як «Ike & Tina Turner» («Айк і Тіна Тернери»). Однак сім'я та друзі, як і раніше, називали її Анною.

### 1960—1965: перші успіхи

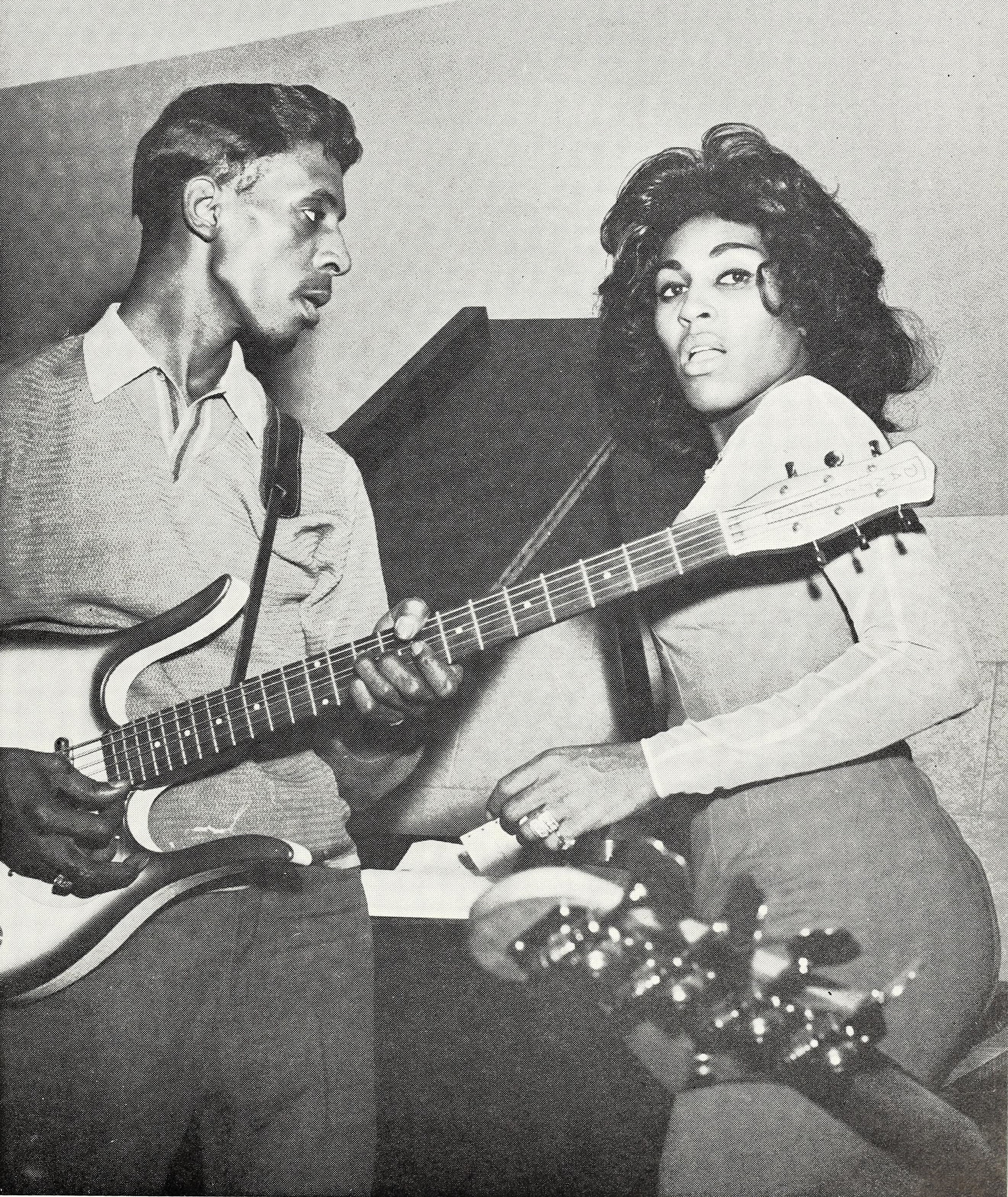
Айк і Тіна Тернери на обкладинці журналу «Cash Box» від 30 червня 1962 року

У липні 1960 року вийшов сингл «A Fool in Love», де Баллок представили публіці як Тіну Тернер. Він посів 2 місце в чарті Billboard Hot R&B і 27 місце в Billboard Hot 100. Журналіст Курт Лодер описав трек як «найчорніший запис, який коли-небудь потрапляв до білих попчартів з часів госпел-пісні Рея Чарльза „What'd I Say“, що вийшла влітку минулого року». Інший сингл дуету, «It's Gonna Work Out Fine», досяг 14 місця в Billboard Hot 100 і 2 місця в Billboard Hot R&B, принісши їм номінацію на «Греммі» «За найкраще рок-н-рольне виконання». Серед інших синглів Айка і Тіни Тернер, випущених між 1960—1962 роками, були ритм-енд-блюз-хіти «I Idolize You», «Poor Fool» і «Tra La La La La».
Після виходу синглу «A Fool in Love» Айк Тернер створив гурт Ike & Tina Turner Revue («Айк і Тіна Тернер Ревю»), до складу якого увійшли Kings of Rhythm та дівочий колектив The Ikettes як бек-вокалістки й танцівниці. При цьому він залишався на задньому плані як лідер гурту. Разом зі своїм гуртом, Айк Тернер, дотримуючись суворого гастрольного графіку, провів серію концертів по США, виступаючи 90 днів поспіль на майданчиках по всій країні. За часів існування Chitlin' Circuit (мережа концертних майданчиків, яка підтримувала темношкірих виконавців), Ike & Tina Turner Revue здобули репутацію «одного з найгарячіших, найдовговічніших і потенційно найбільш вибухонебезпечних ритм-енд-блюз-ансамблів», конкуруючи з гуртом Джеймса Брауна (James Brown Revue) за рівнем музичної видовищності. Завдяки прибутковості своїх виступів, вони мали змогу виступати перед десегрегованою аудиторією в клубах і готелях Півдня.
Протягом 1963—1965 років гурт постійно гастролював і випускав помірно успішні сингли в стилі ритм-енд-блюзу. Перший сингл Тіни Тернер як сольної виконавиці, «Too Many Ties That Bind»/«We Need an Understanding», вийшов 1964 року на лейблі Айка Тернера Sonja Records. Інший сингл дуету, «You Can't Miss Nothing That You Never Had», досяг 29 місця в чарті Billboard Hot R&B. Після роботи на Sue Records, до кінця 1960-х років дует підписав контракти з більш ніж десятьма лейблами, серед яких були Kent, Cenco, Tangerine, Pompeii, A&M і Minit. 1964 року Айк і Тіна Тернери підписали контракт з Warner Bros. Records, де їхнім менеджером став Боб Краснов. На Warner Bros. вони випустили свій перший альбом Live! The Ike & Tina Turner Show, який в лютому 1965 року посів 8 місце в чарті Billboard Hot R&B LP. Їхні сингли «Tell Her I'm Not Home» (вийшов на Loma Records) і «Good Bye, So Long» (вийшов на Modern Records) потрапили до 40 найкращих композицій чарту Billboard Hot R&B 1965 року.
Популярність Тіни Тернер зросла після кількох сольних виступів на таких шоу, як «American Bandstand» і «Shindig!», а також після того, як на каналі «Hollywood a Go Go» з'явилося ціле ревю з нею. 1965 року виступ Айка і Тіни Тернер у клубі на Сансет-Стріп відвідав музичний продюсер Філ Спектор, який запросив їх знятися у фільмі-концерті «The Big T.N.T. Show».

### 1966—1975: масовий успіх

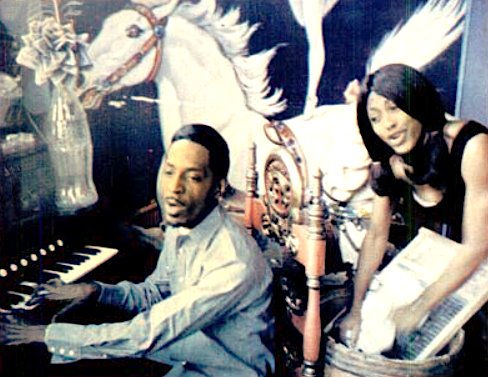
Айк і Тіна Тернери, 1966 рік

Вражений виступом дуету у фільмі «The Big T.N.T.», Філ Спектор захотів продюсувати Тіну Тернер. В угоді з менеджером Айка і Тіни Тернерів, Бобом Красновим, який також очолював Loma Records, Спектор запропонував 20 000 доларів за творчий контроль над їхніми сесіями, право стати продюсером дуету та звільнення його від контракту з цим лейблом. У квітні 1966 року вони підписали контракт з лейблом Спектора Philles, вже після того, як Тіна Тернер зробила перші записи із цим продюсером. Їхній перший сингл на його лейблі, «River Deep — Mountain High», вийшов у травні того року. Сингл мав успіх за кордоном, досягнувши 3 місця в британському чарті UK Singles Chart і 1 місця в іспанському Los 40 Principales, тоді як у «Billboard Hot 100» він не зміг піднятися вище 88 місця. Успіх синглу дозволив Айку і Тіні Тернерам виступати на розігріві під час британського туру гурту The Rolling Stones восени 1966 року. У листопаді 1967 року Тернер стала першою жінкою-артисткою і першою серед темношкірих артистів, що з'явився на обкладинці журналу Rolling Stone.
1968 року дует підписав контракт із Blue Thumb Records, а 1969-го випустив альбом Outta Season, до якого увійшла кавер-версія пісні Отіса Реддінга «I've Been Loving You Too Long». Пізніше того ж року вони випустили альбом The Hunter. Заголовний трек, пісня Альберта Кінга «The Hunter», приніс Тернер номінацію на «Греммі» «За найкраще жіноче вокальне виконання в стилі ритм-н-блюз». Успіх альбомів зробив Айка і Тіну Тернерів хедлайнерами в Лас-Вегасі, де їхні виступи відвідували найрізноманітніші знаменитості, зокрема Слай Стоун, Дженіс Джоплін, Шер, Джеймс Браун, Рей Чарльз, Елтон Джон і Елвіс Преслі. Але особливо Тіна Тернер подобалася артисту Семмі Девісу-молодшому, зокрема після того, як вона знялася з ним у Лас-Вегасі в одному з епізодів серіалу «Назва гри». Він зробив їй сюрприз, подарувавши автомобіль «Jaguar XJ6».
Ближче до кінця 1960-х років Айк і Тіна Тернери почали виступати на музичних фестивалях. До цього часу манера Тіни Тернер одягатись на сцені еволюціонувала від офіційних суконь до мініспідниць і відвертого вбрання. Вона стала секс-символом, а її чуттєві виступи отримали високу оцінку.
Виступи на розігріві під час нового туру The Rolling Stones по США восени 1969 року принесли дуету чергову хвилю популярності на батьківщині. Ширше визнання вони отримали завдяки виступам на «The Ed Sullivan Show», «Playboy After Dark» і «The Andy Williams Show». 1970 року вийшло два альбоми дуету Come Together і Workin' Together. Їхня кавер-версія пісні «I Want to Take You Higher» посіла 34 місце в Billboard Hot 100, тоді як оригінал, створений гуртом Sly & the Family Stone, посів 38 місце. Альбоми Come Together та Workin' Together стали поворотним моментом у їхній кар'єрі, оскільки вони відійшли від свого звичного репертуару в стилі ритм-енд-блюзу і включили у них більше рок-мелодій, таких як «Come Together», «Honky Tonk Woman» та «Get Back».

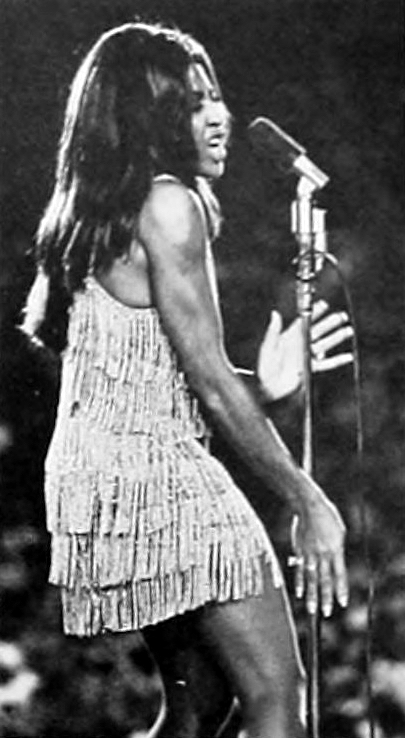
Тіна Тернер виступає на сцені Tulane Stadium під час концерту «Tulane Stadium» у жовтні 1970 року

На початку 1971 року головним хітом Тернерів став сингл «Proud Mary», який був кавер-версією однойменної пісні гурту Creedence Clearwater Revival. Сингл досяг 4-го місця в Billboard Hot 100 і розійшовся тиражем понад один мільйон копій, здобувши «Греммі» «За найкраще виконання дуетом або групою в стилі ритм-н-блюз». У липні 1971 року вийшов їхній концертний альбом What You Hear Is What You Get, записаний у Карнеґі-холі. Це був їхній перший альбом, що отримав золоту сертифікацію. Пізніше того року вони потрапили до 40 найкращих пісень чарту Billboard Hot R&B із піснею «Ooh Poo Pah Doo». Наступні три сингли Тернерів, «I'm Yours (Use Me Anyway You Wanna)», «Up in Heah» та «Early One Morning» (кавер-версія пісні Літл Річарда), теж потрапили до чарту Billboard Hot R&B, де посіли 47 місце.
1972 року Тернери відкрили власну студію звукозапису Bolic Sound, що знаходилася неподалік від їхнього будинку в Інглвуді. Після того як Liberty увійшли до складу лейблу United Artists Records, вони перейшли на останній. Приблизно цього періоду Тіна Тернер почала більше приділяти уваги написанню пісень. Вона була авторкою дев'ять із десяти треків їхнього альбому Feel Good 1972 року. У жовтні 1972 року Тернер і гурт The Ikettes виступили в «Медісон-сквер-гарден» у Нью-Йорку на вечорі «Star-Spangled Women», присвяченому збору коштів для президентської кампанії Джорджа Макговерна 1972 року.
1973 року вийшов хіт дуету «Nutbush City Limits», який написала Тіна Тернер. Він посів 22 місце у попчарті й 11-те місце у ритм-енд-блюз-чарті Billboard та досяг 4-го місця у Великій Британії. Крім цього, він очолив чарт Австрії та увійшов до п'ятірки найкращих синглів у кількох інших країнах. Також хіт отримав срібну сертифікацію від асоціації BPI за продаж чверті мільйона копій у Великій Британії. В результаті своїх успіхів Тернери отримали першу в історії нагороду «Golden European Record» за продаж понад мільйон платівок з «Nutbush City Limits» у Європі. Наступними хітами дуету стали «Sweet Rhode Island Red» та «Sexy Ida», що вийшли 1974 року.
1974 року Тернери випустили альбом The Gospel According to Ike & Tina, який номінувався на «Греммі» «За найкраще виконання в стилі соул-госпелу». Айк Тернер також отримав сольну номінацію за сингл «Father Alone» з цього альбому. Того ж року вийшов перший сольний альбом Тіни Тернер Tina Turns the Country On!, який приніс їй номінацію на «Греммі» «За найкраще жіноче вокальне виконання в стилі ритм-н-блюзу». Тоді ж вона знялася в Лондоні у рок-опері «Томмі». Вона зіграла Кислотну королеву, наркозалежну повію; її гра отримала схвальні відгуки критиків. Невдовзі після завершення знімання Тернер з'явилася на телебаченні у передачі-спецвипуску, яку вела Енн-Маргрет. Після виходу «Томмі» 1975 року Тернер випустила ще один сольний альбом, Acid Queen, який досяг 39 місця в чарті Billboard Hot R&B. До нього зокрема увійшов сингл «Baby, Get It On» (потрапив до американських та європейських чартів), кавер до пісні гурту Led Zeppelin «Whole Lotta Love».

### 1976: розрив з Айком Тернером

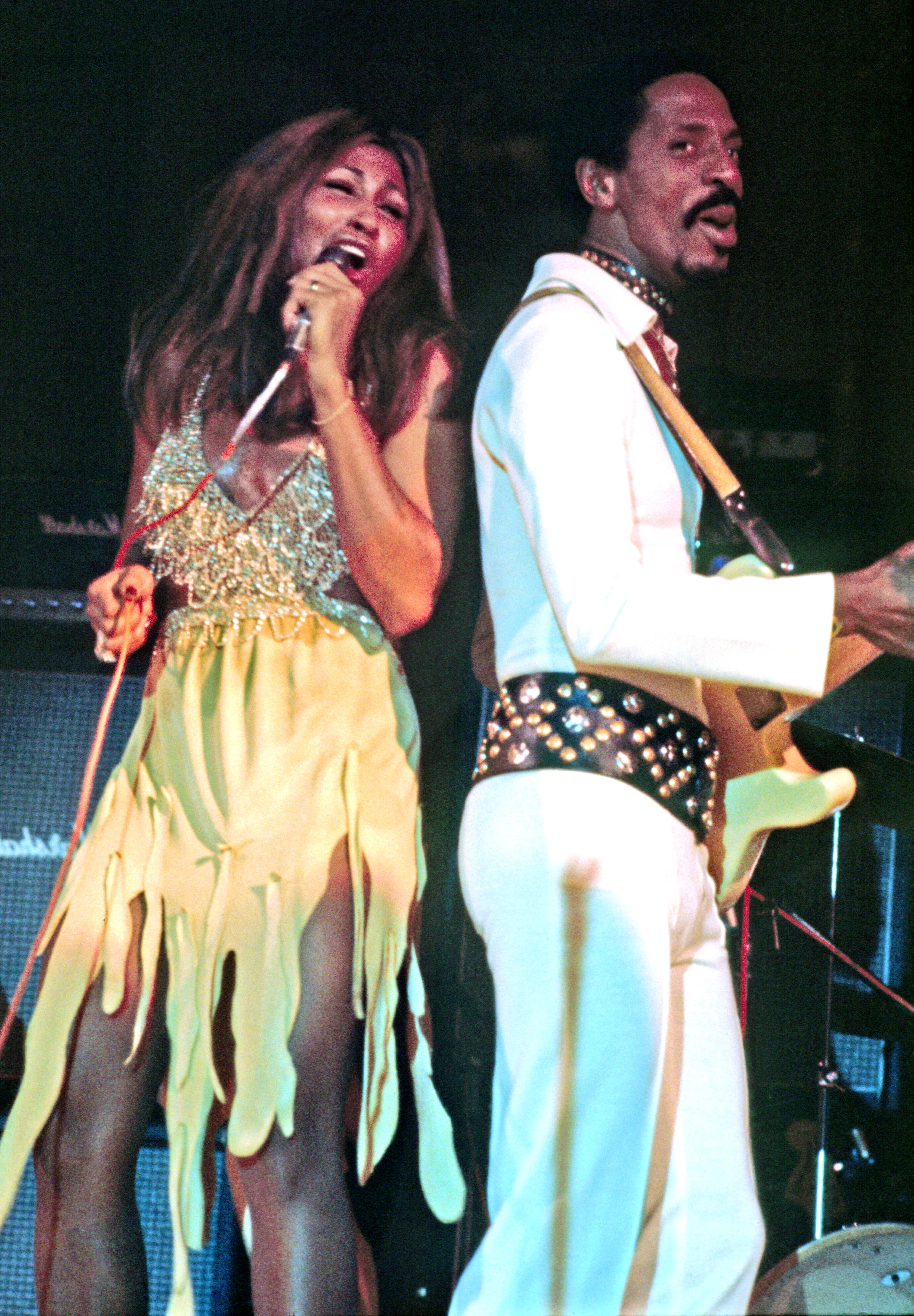
Айк і Тіна Тернери під час виступу у Musikhalle, Гамбург (1972)

До середини 1970-х років Айк сильно пристрастився до кокаїну, Тіна постійно терпіла від нього домашнє насилля та знущання. 1976 року вони виступили з концертом у Waldorf Astoria New York і підписали контракт з телемережею CBS-TV. Айк планував, що вони залишать United Artists Records і укладуть п'ятирічний контракт із Cream Records, де дует мав отримувати щорічно 150 000 доларів. Контракт мали підписати 5 липня.
1 липня Тернери вилетіли з Лос-Анджелеса до Далласа, де у них був запланований концерт у готелі «Statler Hilton». Дорогою до готелю між парою виникла бійка. Невдовзі після прибуття до готелю Тіна втекла від Айка, поклявшись більше ніколи не мати з ним нічого спільного. 27 липня вона подала на розлучення, яке остаточно оформили навесні 1978 року. Після їхнього розлучення United Artists Records випустили ще два альбоми, записані дуетом: Delilah's Power (1977) та Airwaves (1978).

## Сольна кар'єра

### 1976—1982: рання сольна кар'єра
У 1976 і 1977 роках Тернер заробляла на життя, беручи участь у таких телешоу, як «Голлівудські сквери», «Донні і Марі», «Шоу Сонні і Шер» і «Година Бреді Банча». Після її розриву з Айком почалися судові тяжби з приводу скасованих концертів дуету Ike & Tina Turner. Щоб розплатитися з боргами, вона відновила гастролі, на кошти, надані їй керівником United Artists Майком Стюартом. 1977 року співачка знову з'явилася на публіці у нових костюмах, створених Бобом Макі. Тернер стала хедлайнером серії шоу-кабаре в палаці «Caesars» у Лас-Вегасі, а також давала концерти на невеликих майданчиках США. Пізніше того ж року вона вирушила у свій перший сольний концертний тур Австралією.
1978 року Тернер випустила на лейблі United Artists свій третій сольний альбом Rough, який розповсюджувався в Північній Америці та Європі компанією EMI. Rough, а також наступний альбом Тернер Love Explosion (1979 року, був його продовженням, містив короткий відступ співачки у бік диско), не потрапили до чартів, у зв'язку з цим співпраця United Artists Records з нею була припинена. Не маючи хітового альбому, вона продовжувала виступати та стала хедлайнером свого другого туру.
1979 року австралійський менеджер Роджер Девіс погодився співпрацювати з Тернер після того, як побачив її виступ у готелі «Fairmont» у Сан-Франциско. На початку того року вона виступала в Італії як постійна учасниця телесеріалу «Луна-парк» на каналі Rete 1, який вели Піппо Баудо та Гізер Парізі. Пізніше того року Тернер вирушила у скандальний п'ятитижневий тур Південною Африкою, де на той час діяв режим апартеїду. Пізніше вона шкодувала про це рішення, заявляючи, що на той час була «наївною щодо політики в Південній Африці».
У жовтні 1981 року Род Стюарт відвідав концерт Тернер у нью-йоркському клубі «Ritz», після чого запросив її виконати з ним пісню «Hot Legs» у шоу «Суботнього вечора в прямому ефірі». У листопаді Тернер виступала на розігріві у гурту The Rolling Stones під час їхнього американського туру 1981 року. У березні 1982 року вона виступила у Нідерландах на шоу Віллема Руїса з хітом «Shame, Shame, Shame», який досягнув 47-го місця у чарті цієї країни. 1982 року Тернер записала для британської продюсерської команди «B.E.F.» пісню гурту The Temptations «Ball of Confusion», яка стала хітом у європейських танцювальних клубах. Того ж року Тернер з'явилася у альбомі Music of Quality and Distinction Volume 1 гурту Heaven 17, який був побічним проєктом команди «B.E.F.», заспівавши пісню «Ball of Confusion». Також співачка взяла участь у записі відеокліпу до цієї пісні, який транслювався на той час новоствореному каналі MTV. Вона стала однією з перших чорношкірих американських виконавців, які отримали ефірний час на цьому каналі. Крім цього, 1982 року Тернер з'явилася як спеціальна гостя у телевізійній програмі Чака Беррі, що проходила в клубі «Roxy» у Західному Голлівуді.

### 1983—2000: повернення та суперзірковість

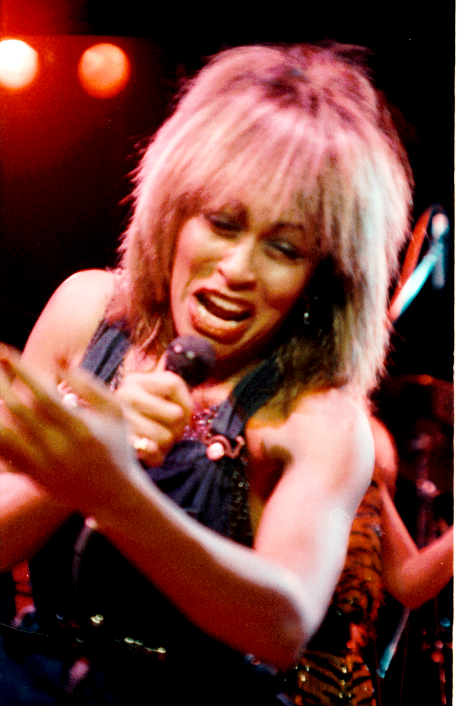
Виступ Тіни Тернер у Сент-Девідс-холі, Кардіфф (1984)

До 1983 року американська індустрія звукозапису сприймала Тернер як «неринкову» виконавицю, яка виступала переважно у банкетних залах та клубах США. 1983 року під час своїх повторних виступів в клубі «Ritz» вона підписала контракт з лейблом Capitol Records. У листопаді того року випустила кавер-версію пісні Ела Гріна «Let's Stay Together», спродюсовану «B.E.F.» Пісня потрапила до кількох європейських чартів, зокрема посіла 6 місце у Великій Британії. У США пісня посіла 26 місце в Billboard Hot 100, очолила Hot Dance Club Songs і посіла 3 місце в Hot Black Singles.
1984 року Тернер зробила те, що пізніше називатиметься «одним з найбільших повернень в історії рок-музики». Після несподіваного успіху синглу «Let's Stay Together» компанія Capitol Records погодилася випустити студійний альбом Тернер. Співачці було відведено два тижні на запис альбому Private Dancer, який вийшов у травні 1984 року. Платівка посіла 3 місце в чарті Billboard 200 і 2 місце у Великій Британії, отримала п'ятикратну платинову сертифікацію у США і розійшлася накладом 10 мільйонів копій в усьому світі, ставши найуспішнішим альбомом співачки. Крім цього, у травні того року Capitol випустили другий сингл альбому, «What's Love Got to Do With It»; пісня була раніше записана попгуртом Bucks Fizz. Після виходу альбому Тернер приєдналася до Лайонела Річі, виступаючи у нього на розігріві в його турі.
1 вересня 1984 року Тернер вперше та єдиний раз за свою кар'єру очолила чарт Billboard Hot 100 з піснею «What's Love Got to Do With It». Наступні її сингли «Better Be Good to Me» та «Private Dancer» потрапили до десятки найкращих американських хітів. Того ж року вона заспівала дуетом з Девідом Боуї кавер-версію пісні Іґґі Попа «Tonight». Випущена як сингл у листопаді, пісня посіла 53 місце у Великій Британії та США.
Кульмінацією повернення Тернер стало здобуття трьох «Греммі» на 27-й щорічній церемонії вручення, зокрема в номінації «Запис року» за пісню «What's Love Got to Do With It». У лютому 1985 року вона вирушила у свій другий світовий тур на підтримку альбому Private Dancer. Два вечірні виступи, що проходили на «NEC Arena» у Бірмінгемі (Англія) були зняті та пізніше вийшли як домашнє концертне відео. У цей час вона також записала вокальну партію у благодійній пісні «We Are the World» («Ми — це світ»), що вийшла в рамках заходу «США для Африки».
Успіх Тернер продовжився, коли вона вирушила до Австралії, де знялася з Мелом Гібсоном у постапокаліптичному фільмі 1985 року «Шалений Макс 3». Цей фільм став її першою акторською роллю за останні десять років; вона зобразила гламурну тітоньку Ентіті, правительку Бартертауна. Після виходу фільму на екрани критики позитивно відгукнулися про її гру. Фільм мав світовий успіх, зібравши понад 36 мільйонів доларів у США. Пізніше за цю роль Тернер здобула премію «NAACP Image» як визначна акторка. Для «Шаленого Макса» вона записала дві пісні, «We Don't Need Another Hero (Thunderdome)» і «One of the Living»; обидві стали хітами, а остання отримала «Греммі» «За найкраще жіноче рок-вокальне виконання». У липні 1985 року Тернер виступила на концерті «Live Aid» разом з Міком Джаггером. Їхній виступ шокував глядачів, коли Джаггер на сцені зірвав з неї спідницю. Потім вона виконала в дуеті з Браяном Адамсом пісню «It's Only Love». Пісня номінувалася на «Греммі», а відеокліп до неї здобув нагороду MTV Video Music Awards «За найкраще сценічне виконання».

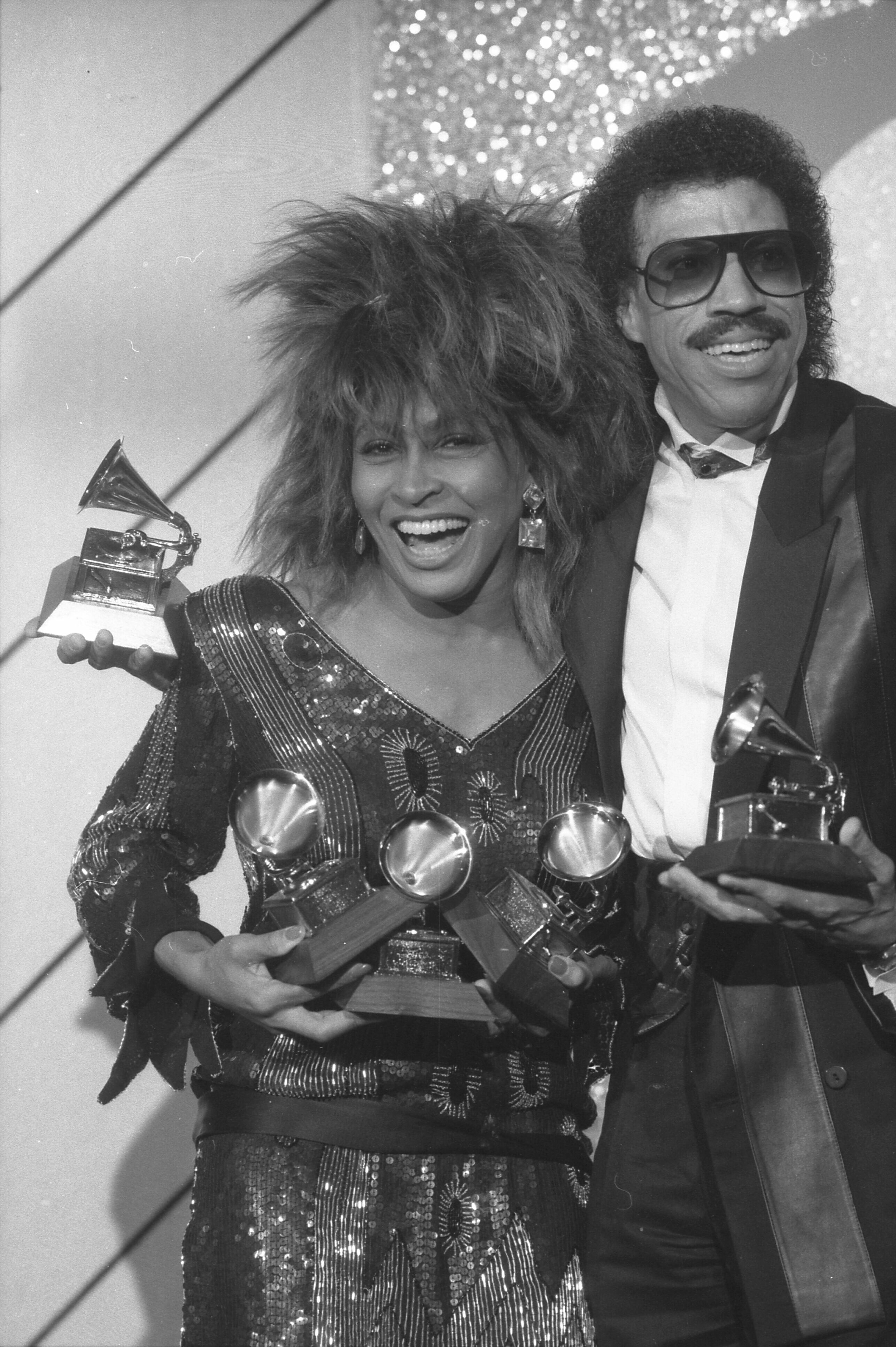
Тіна Тернер і Лайонел Річі на церемонії нагородження церемонії премії «Греммі» 1985 року

1986 року Тернер випустила свій шостий сольний альбом Break Every Rule, який очолив чарти в чотирьох країнах і був проданий накладом понад п'ять мільйонів копій в усьому світі протягом першого року після релізу. Лише у США та Німеччині альбом розійшовся накладом понад мільйон копій. До альбому увійшли сингли «Typical Male», «Two People», «What You Get Is What You See» та пісня «Back Where You Started», що отримала «Греммі». До виходу альбому Тернер опублікувала автобіографію «Я, Тіна», яка стала бестселером. Того ж року вона отримала зірку на Голлівудській алеї слави. Її світовий тур «Break Every Rule World Tour», який розпочався у березні 1987 року в Мюнхені (Німеччина), став третім за касовими зборами серед жінок-артисток в Північній Америці того року. У січні 1988 року Тернер виступила перед приблизно 180 000 глядачів на стадіоні «Маракана» в Ріо-де-Жанейро (Бразилія), встановивши світовий рекорд Гіннеса за найбільшу концертну відвідуваність серед сольних виконавців. У квітні 1988 року Тернер випустила альбом Tina Live in Europe, який отримав «Греммі» «За найкраще жіноче рок-вокальне виконання». Надалі, взявши невелику перерву після завершення туру, 1989 року вона опублікувала альбом Foreign Affair. Платівка очолила чарти восьми країн, у тому числі Великої Британії (отримала п'ятикратну сертифікацію), це був її перший альбом «номер один» у цій країні. Альбом розійшовся накладом понад шість мільйонів копій в усьому світі та містив міжнародний хіт сингл «The Best».
1990 року Тернер вирушила в європейський тур «Foreign Affair», який зібрав майже чотири мільйони глядачів, побивши встановлений раніше рекорд європейських гастролей гурту The Rolling Stones. У жовтні 1991 року Тернер випустила свою першу збірку найкращих хітів Simply the Best, яка розійшлася в усьому світі накладом у сім мільйонів копій. Альбом став її найбільшим бестселером у Великій Британії, де отримав восьмикратну платинову сертифікацію і розійшовся накладом понад два мільйони копій.
—Тернер про свій європейський успіх на телепередачі «Larry King Live», 1997 рік.
1991 року Айк і Тіна Тернери були введені до Зали слави рок-н-ролу. Однак сама співачка не була присутня на церемонії, а Айк Тернер на той час був ув'язнений. Тернер заявила через свого публіциста, що після свого туру вирішила взяти відпустку і відчуває себе «емоційно не готовою повернутися до США і відреагувати на вечір святкування так, як вона хотіла б». Нагороду від їхнього імені прийняв Філ Спектор.
1993 року на екрани вийшов напівавтобіографічний фільм «На що здатне кохання». У фільмі знялися Анджела Бассетт у ролі Тіни Тернер та Лоренс Фішберн у ролі Айка Тернера; вони отримали номінації на премію «Оскар» за найкращу жіночу та чоловічу ролі. Хоча сама Тернер не брала активної участі у фільмі, вона взяла участь у створенні альбому-саундтреку до нього What's Love Got to Do with It, де перезаписала старі та виконала кілька нових пісень. Сингл «I Don't Wanna Fight» альбому потрапив до 10 найкращих пісень в чартах США та Великої Британії. 1993 року Тернер вирушила у тур «What's Love?», який проходив переважно у Північній Америці, лише кілька концертів провели в Австралії та Європі.
1995 року Тернер повернулася до студії, випустивши пісню «GoldenEye», яку написали Боно та Едж з гурту U2 для фільму про Джеймса Бонда «Золоте око». 1996 року Тернер випустила альбом Wildest Dreams, який супроводжувався однойменним туром. У вересні 1999 року, перед святкуванням свого 60-річчя, Тернер випустила танцювальну пісню «When the Heartache Is Over», як головний сингл до свого десятого й останнього сольного альбому Twenty Four Seven. Успіх синглу і подальший тур допомогли альбому отримати золоту сертифікацію RIAA. Тур «Twenty Four Seven» став найкасовішим туром 2000 року, зібравши понад 120 мільйонів доларів. Два концерти Тернер на стадіоні «Вемблі» були записані режисером Девідом Маллетом і випущені на DVD One Last Time Live in Concert. У липні 2000 року на концерті в Цюриху (Швейцарія) Тернер оголосила, що після закінчення туру піде на пенсію.

### 2001—2021: наприкінці кар'єри
У листопаді 2004 року Тернер випустила «All the Best», який дебютував на 2-му місці в чарті Billboard 200, ставши її найпопулярнішим альбомом у США. Альбом став платиновим у США через три місяці після виходу і досяг цього статусу у семи інших країнах, включаючи Велику Британію. У грудні 2005 року Тернер здобула нагороду Кеннеді-центру, де її внесли до елітної групи артистів естради.
У лютому 2006 року Тернер випустила дуетний сингл «Teach Me Again» з італійською співачкою та пісняркою Елізою, який був записаний для фільму-антології «Невидимі діти». Весь дохід від продажу синглу передали на благодійні проєкти для дітей під керівництвом Всесвітньої продовольчої програми та ЮНІСЕФ.
У лютому 2008 року Тернер повернулася до публіки на церемонії вручення «Греммі», де виступала разом з Бейонсе. Крім того, вона отримала «Греммі» як одна з основних вокалісток альбому Гербі Генкока River: The Joni Letters. У жовтні 2008 року Тернер вирушила у свій перший тур за майже десять років «Tina! 50th Anniversary Tour». На підтримку туру Тернер випустила збірку найкращих хітів Tina!. Тур мав великий успіх і став одним з найбільш комерційно успішних в історії. 2009 року Тернер офіційно завершила кар'єру.
2009 року Тернер стала співзасновницею глобального музичного фонду «Beyond Foundation» разом зі швейцарською християнською музиканткою Регулою Курті та швейцарською тибетсько-буддистською музиканткою Дечен Шак-Дагсаєм. Тернер стала співвидавцем чотирьох альбомів духовної, або піднесеної музики, які вийшли в рамках проєктів з «Beyond»: Buddhist and Christian Prayers (2009), Children (2011), Love Within (2014) і Awakening (2017). Станом на 2023 рік швейцарський фонд «Beyond» продовжував свою діяльність і був відкритим до співпраці з музичними виконавцями зі всього світу.
У квітні 2010 року, переважно завдяки онлайн-кампанії фанатів футбольного клубу «Рейнджерс», хіт Тернер «The Best» 1989 року знову потрапив до британського чарту синглів, посівши 9 місце. Це зробило Тернер першою жінкою-виконавицею в історії британського чарту, яка потрапляла до його «Топ-40» хітів протягом шести десятиліть поспіль (1960-ті—2010-ті роки). 2011 року вийшов другий альбом гурту «Beyond», Children — With Children United in Prayer, який знову очолив чарт Швейцарії. Тернер просувала альбом, виступаючи на телешоу в Німеччині та Швейцарії. У квітні 2013 року вона з'явилася на обкладинці німецького випуску журналу Vogue у віці 73 років, ставши найстаршою людиною, яка на неї потрапляла. У лютому 2014 року лейбл Parlophone Records випустив нову збірку під назвою Love Songs.
У грудні 2016 року Тернер оголосила, що спільно з Філлідою Ллойд та компанією Stage Entertainment працює над мюзиклом «Тіна», заснованим на історії її життя. Вистава відкрилася в лондонському театрі «Олдвіч» у квітні 2018 року з Едріенн Воррен у головній ролі. Восени 2019 року Воррен також виконала цю роль на Бродвеї.

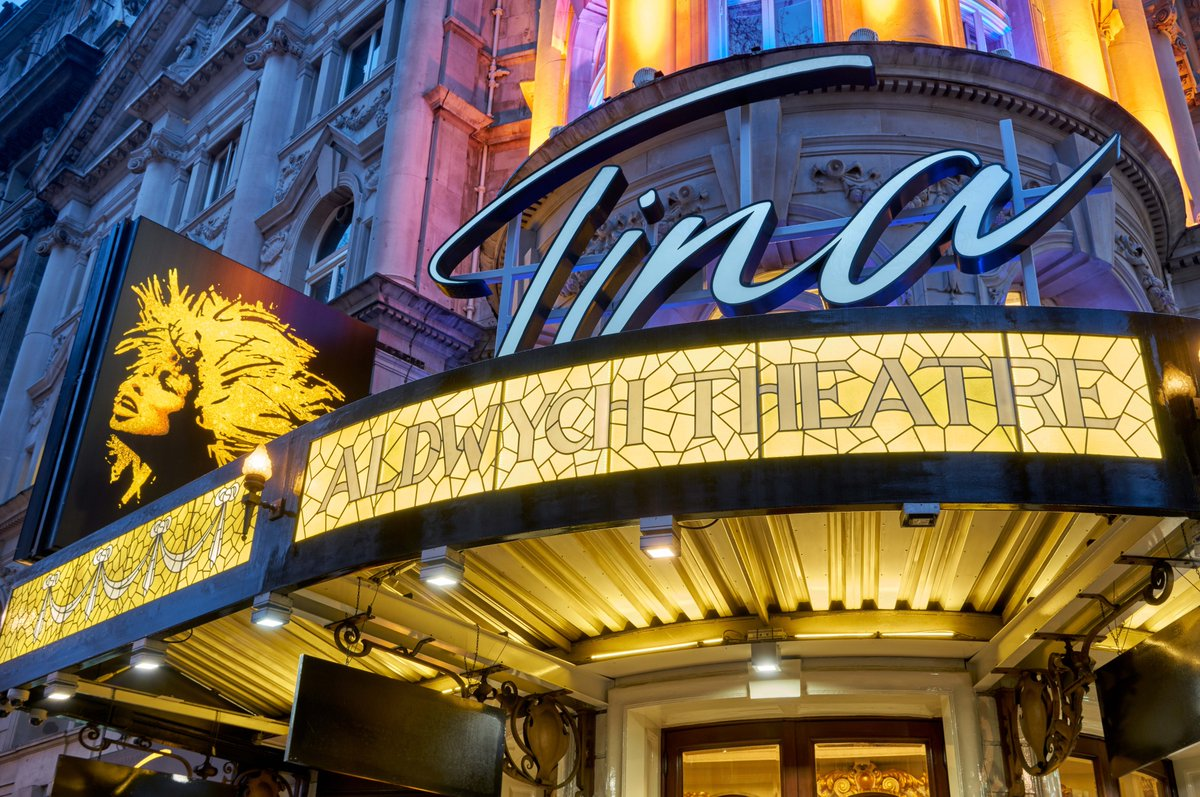
Показ мюзиклу «Тіна» у театрі «Олдвіч» у Вест-Енді, вересень 2019 року

2018 року Тернер здобула «Греммі» «За життєві досягнення», а в жовтні того року вийшла її друга мемуарна книга «Моя історія кохання» («My Love Story»). 2020 року вона повернулася з пенсії, щоб створити з норвезьким продюсером Kygo ремікс до пісні «What's Love Got to Do With It». З цим релізом вона стала першою артисткою, чиї хіти потрапляли до «Топ-40» британського чарту синглів протягом семи десятиліть.
2020 року Тернер випустила свою третю книгу «Щастя стає тобою: Посібник, як змінити своє життя на краще». Вона написала її у співавторстві з американським письменником Таро Голдом та співачкою Регулою Курті. Редакція компанії Amazon обрала книгу найкращим документальним виданням 2020 року. 2021 року Тернер знялася в документальному фільмі «Тіна» режисерів Дена Ліндсі та Т. Дж. Мартіна.
У жовтні 2021 року Тернер продала свої музичні права компанії BMG Rights Management приблизно за 50 мільйонів доларів, при цьому Warner Music й далі володіє правами на поширення її музики. Пізніше того ж місяця Тернер була включена до Зали слави рок-н-ролу як сольна виконавиця; за цією церемонією вона спостерігала через супутникове мовлення зі свого будинку поблизу Цюріха (Швейцарія).

## Приватне життя

### Стосунки та шлюби

#### Перші стосунки
Ще навчаючись у Браунсвіллі, Тернер вперше закохалася в Гаррі Тейлора. Вони познайомилися на шкільному баскетбольному матчі. Тейлор спочатку навчався в іншій школі, але переїхав, щоб бути поруч з нею. 1986 року вона розповіла Rolling Stone: «Гаррі був дуже популярним і мав купу подруг, але врешті-решт я його завоювала, і ми зустрічалися цілий рік». Їхні стосунки закінчилися після того, як вона дізналася, що Тейлор одружився з іншою дівчиною, яка чекала від нього дитину.
Після переїзду до Сент-Луїса Тернер та її сестра Аллін познайомилися з Айком Тернером та його гуртом Kings of Rhythm. Аллін зустрічалася з барабанщиком гурту Юджином Вашингтоном, а Тернер почала зустрічатися з саксофоністом Реймондом Гіллом. Після того, як Тернер завагітніла, навчаючись у випускному шкільному класі, вона переїхала до Гілла, який жив з Айком Тернером. Вона згадувала: «Я не кохала його так сильно, як кохала Гаррі. Але він був гарний. Я подумала: „Моя дитина буде красивою“». Їхні стосунки закінчилися після того, як Гілл зламав щиколотку під час бійки з вокалістом гурту Kings of Rhythm Карлсоном Олівером. Гілл повернувся до рідного міста Кларксдейл ще до народження їхнього сина Крейга в серпні 1958 року, залишивши Тернер матір'ю-одиначкою.

#### Айк Тернер

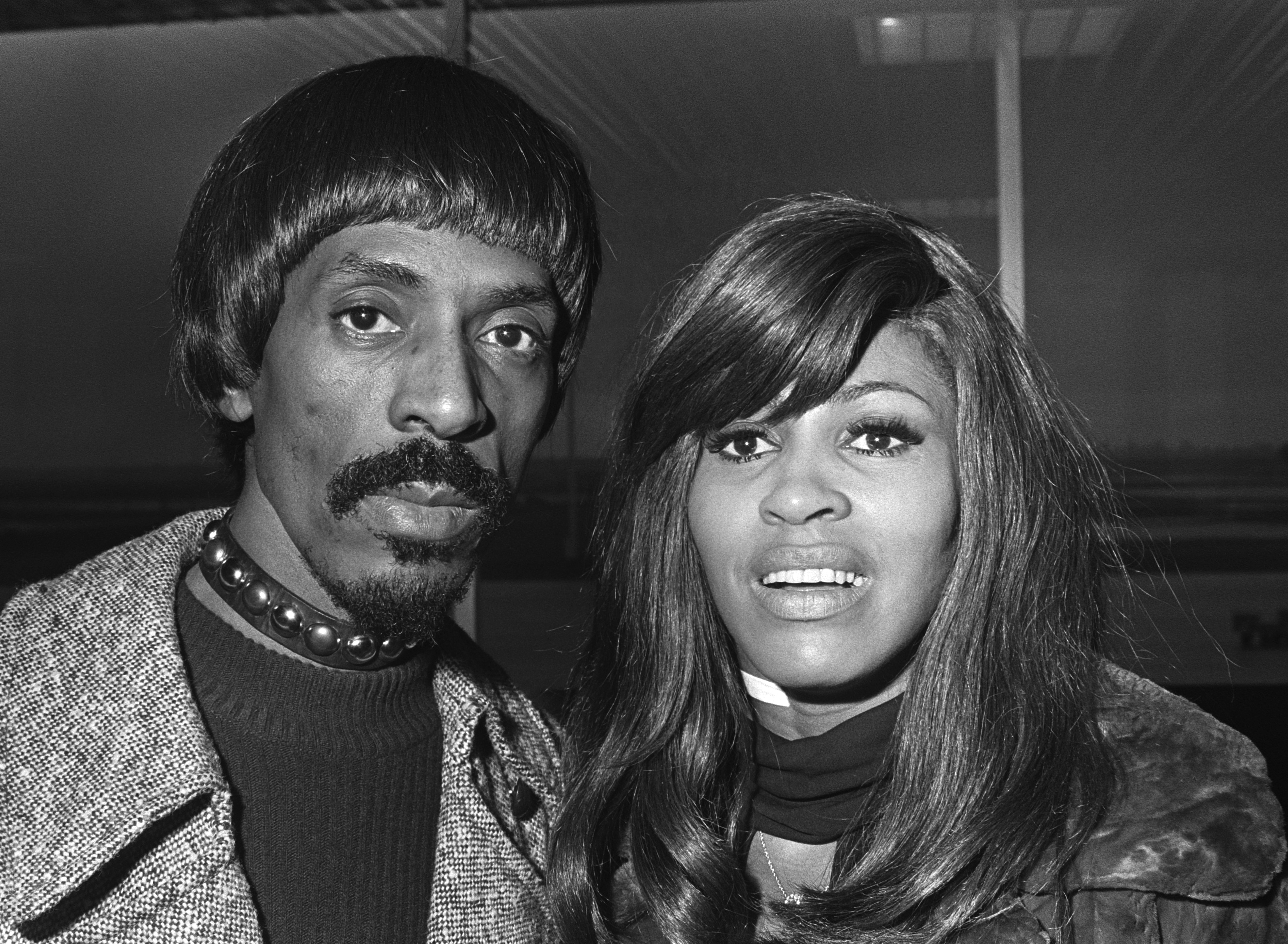
Айк і Тіна Тернери в аеропорту Схіпгол (Амстердам, 1971)

Співачка порівнювала свої перші стосунки з Айком Тернером зі стосунками «брата і сестри з іншого життя». З моменту знайомства 1956-го і до 1960 року вони були друзями, між якими були платонічні стосунки. Коли Айк ще жив зі своєю співмешканкою Лоррейн Тейлор, між ним та Тіною виник роман. На їхнє остаточне зближення вплинув випадок, де один з музикантів погрожував співачці завітати у її кімнату, через що їй довелося переночувати в Айка.
Після запису пісні «A Fool in Love» 1960 року вагітна Тернер сказала Айку, що не хоче продовжувати їхні стосунки; у відповідь він вдарив її по голові дерев'яною підставкою для взуття. Тернер згадувала, що цей інцидент вперше «вселив в неї страх», але вона вирішила залишитися з ним, тому що «по-справжньому піклувалася про нього». Після народження у жовтні 1960 року сина Ронні 1962-го вони переїхали до Лос-Анджелеса та одружилися в Тіхуані. 1963 року Айк придбав будинок у районі В'ю Парк. Вони жили разом зі своїм сином Ронні, сином Тернер Крейгом та двома синами Айка від Лоррейн (Айк-молодший та Майкл), яка мешкала у Сент-Луїсі. Пізніше Тіна розповіла у своїй автобіографії, що Айк протягом усього їхнього шлюбу був жорстоким і нерозбірливим у зв'язках, що 1968 року привело її до спроби самогубства через передозування таблетками валіуму. Вона казала: «Саме мої стосунки з Айком зробили мене найнещаснішою. Спочатку я дійсно була в нього закохана. Подивіться, що він зробив для мене. Але він був абсолютно непередбачуваним». Пізніше, вже в похилому віці, в Айка діагностували біполярний розлад.
З появою грошей Айк підсів на кокаїн і до середини 1970-х років став сильно залежним від нього. 1976 року, після 20 спільних повноформатних альбомів під вивіскою Ike & Tina Turner, семи десятків синглів і безлічі випадків домашнього насильства — фізичного й психологічного — вона раптово покинула чоловіка після того, як по дорозі до готелю «Statler Hilton» у Далласі між ними виникла бійка. Тернер втекла, маючи в кишені лише 36 центів і кредитну картку «Мобіл», через автостраду до сусіднього готелю Ramada Inn. 27 липня Тернер подала на розлучення на підставі непримиренних розбіжностей. У заяві про розлучення вона вимагала аліменти в розмірі 4000 доларів на місяць та 1000 доларів на місяць на утримання дітей і опіку над її синами Крейгом і Ронні. Процес розлучення був завершений 29 березня 1978 року. В остаточному рішенні про розлучення Тернер взяла на себе відповідальність за пропущені концерти та податкову заборгованість. Вона залишила за собою авторські гонорари за написані нею пісні, тоді як Айк отримав гонорари за публікацію його та її композицій. Вона також залишила собі два автомобілі марки «Ягуар», хутра, коштовності та сценічний псевдонім. Тернер віддала Айку свою частку в їхній студії звукозапису Bolic Sound, видавничій компанії та нерухомості, а він залишив собі чотири автомобілі. Кілька промоутерів, що втратили гроші через скасування виступів, подали до суду для відшкодування своїх збитків. Майже два роки Тернер харчувалася по талонах і виступала у невеликих клубах, щоб розплатитися з боргами.

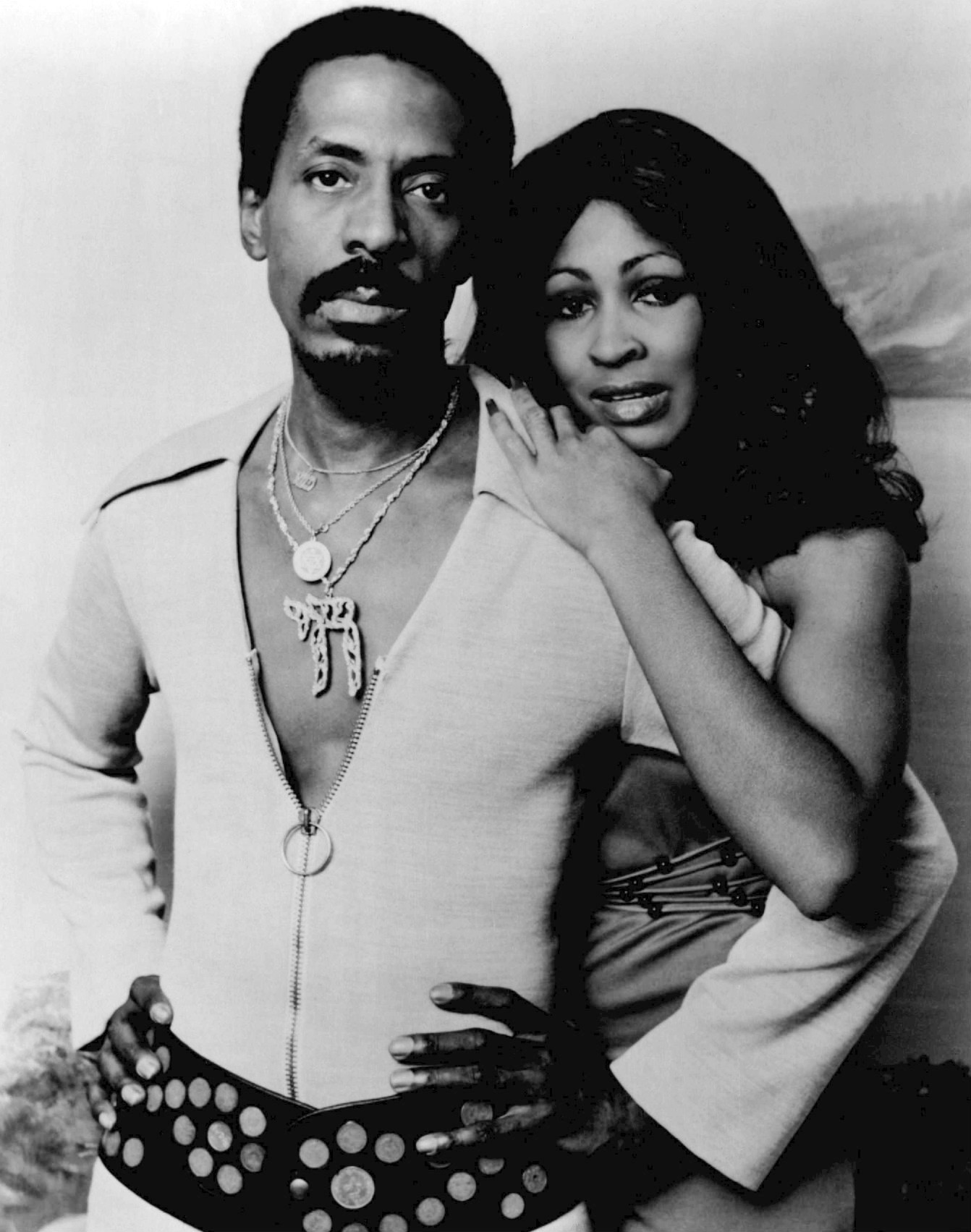
Айк і Тіна Тернери (1974)

Айк Тернер неодноразово заявляв, що ніколи не був офіційно одружений з Тернер, оскільки на момент їхньої церемонії він був законно одружений з іншою жінкою. Однак вони жили у цивільному шлюбі, і їм все одно довелося пройти через процедуру офіційного розлучення. Айк також заявив, що ім'я Тернер при народженні було Марта Нелл Буллок (а не Анна Мей Баллок). У багатьох контрактах вона підписувалася своїм юридичним ім'ям Марта Нелл Тернер.
У своїй автобіографії «Повертаю своє ім'я» Айк Тернер сказав: «Звісно, я давав Тіні ляпаси. Ми билися, і бували випадки, коли я, не замислюючись, валив її на землю. Але я ніколи не бив її». 1999 року в інтерв'ю на телепередачі «Шоу Розанни» Розанна Барр закликала Айка публічно просити вибачення у Тернер. 2007 року Айк сказав журналу Jet, що все ще кохає її, і написав листа, в якому перепрошував за те, що «змусив її та дітей пройти через такі речі», але так і не відправив його.
Після його смерті 12 грудня 2007 року Тернер зробила коротку заяву через свого представника: «Тіна не мала жодних контактів з Айком понад 30 років. Жодних подальших коментарів не буде». Сестра Тернер, Аллайн, все ще вважала Айка свояком і була присутня на його похороні. Філ Спектор розкритикував Тіну Тернер на похороні. 2018 року вона сказала The Sunday Times, що «як стара людина, я пробачила його, але я б не працювала з ним. Він просив про ще один тур зі мною, і я сказала: „Ні, ні в якому разі“. Айк не був тим, кого можна пробачити та дозволити йому повернутися».

#### Ервін Бах
1986 року Тернер познайомилася з німецьким музичним менеджером Ервіном Бахом, якого європейський лейбл звукозапису співачки (EMI) відправив зустрічати її в аеропорту Дюссельдорфа. Бах був на 16 років молодший за неї. Спочатку вони були друзями, та пізніше того ж року почали зустрічатися. У липні 2013 року, після 27 років романтичних стосунків, вони одружилися, церемонія відбулася на березі Цюрихського озера в Кюснахті, Швейцарія.

### Діти
Тернер мала двох біологічних синів: одного від саксофоніста Kings of Rhythm Реймонда Гілла, якого назвала Реймондом Крейгом та який народився 20 серпня 1958 року, а іншого від Айка Тернера, Рональда «Ронні» Ренелла Тернера, який народився 27 жовтня 1960 року. Вона також усиновила двох дітей Айка Тернера і виховувала їх як власних. Тернер було 18 років, коли у неї народився старший син. Айк Тернер усиновив Реймонда Крейга Гілла і змінив його ім'я на Крейг Реймонд Тернер. У липні 2018 року Крейга знайшли мертвим в результаті очевидного самогубства.

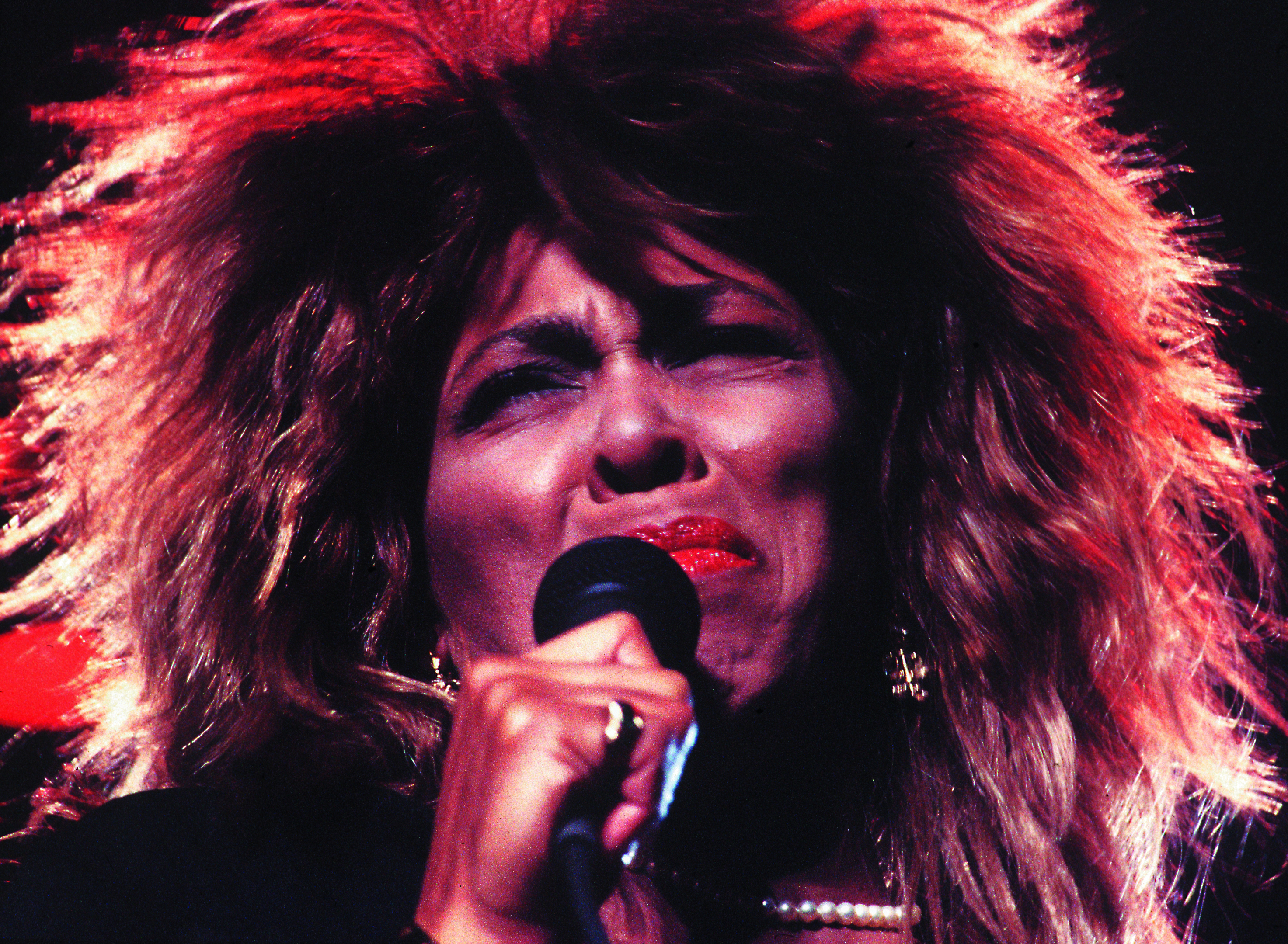
Тіна Тернер під час виступу в рамках туру «Foreign Affair: The Farewell Tour», Хорватія (1990)

Молодший син Тернерів, Ронні, грав на бас-гітарі в гурті Manufactured Funk з піснярем і музикантом Патріком Мотеном. Ронні також грав у гуртах обох своїх батьків. Від нього у Тернер було двоє онуків. Він був одружений з французькою співачкою Афідою Тернер. У грудні 2022 року Ронні помер від ускладнень раку товстої кишки.
Під час шлюборозлучного процесу Тернерів Айк відправив їхніх чотирьох синів жити до Тіни та дав їй гроші на місячну орендну плату. Айк Тернер-молодший працював звукорежисером у Bolic Sound і недовго у Тіни Тернер після її розлучення, згодом він здобув премію «Греммі» за продюсування альбому батька Risin' with the Blues. Він гастролював з колишньою учасницею колективу The Ikettes Ренді Лав у складі гурту Sweet Randi Love і Love Thang Band. Айк Тернер-молодший заявив, що він і його брати мали віддалені стосунки з їхньою матір'ю (Тіною). У своїй автобіографії «Я, Тіна» Тернер писала, що після розлучення «трохи віддалилася» від усіх своїх синів, окрім Крейга. 1989 року Тернер сказала в інтерв'ю журналу TV Week, що «вона все ще поруч з хлопчиками», але були повідомлення про віддалення Тернер від своїх синів у роки перед її смертю.

### Релігійні вірування
Тернер іноді називала себе «буддисткою-баптисткою», натякаючи на виховання в баптистській церкві, де її батько служив дияконом, і її подальше навернення в буддизм у дорослому віці. 2016 року в інтерв'ю журналу Lion's Roar вона заявила: «Я вважаю себе буддисткою». Обкладинка журналу Jet за 15 лютого 1979 року містила зображення Тернер біля її буддійського вівтаря. Своїм знайомством з духовними знаннями Тернер завдячувала Літургії Нічірена Дайшоніна та Міжнародній організації Сока Гаккай.
У своїй автобіографії «Я, Тіна» 1986 року Тернер зазначила, що з нічіренським буддизмом її познайомила подруга Айка Тернера, Валері Бішоп, яка 1973 року навчила її співу «nam-myōhō-renge-kyō». Пізніше Тернер заявила у своїх духовних мемуарах 2020 року «Щастя стає тобою», що її син, Ронні Тернер, вперше висловив думку, що піснеспіви можуть піти їй на користь. Тернер практикувала буддизм разом з міжнародною співочою групою Сока Гаккай, що мешкала по сусідству. Займаючись піснеспівами, Тернер помітила позитивні зміни у своєму житті, які приписувала своїй новій духовній практиці. Вона казала: «Я зрозуміла, що всередині мене є все, що мені потрібно, щоб змінити своє життя на краще». У найважчі періоди свого життя Тернер читала піснеспіви по чотири години на день, і хоча у старшому віці вона стала менше цим займатися, але все ще продовжувала їх щоденно практикувати. Вона порівнювала буддійські піснеспіви зі співом й казала Lion's Roar: «Nam-myoho-renge-kyo — це пісня. У традиції Соку Гаккай нас навчають, як її співати. Це звук та ритм, і він зачіпає місце всередині вас. Це місце, якого ми намагаємося досягти, — підсвідомість. Я вважаю, що це найвище місце, і якщо ви спілкуєтеся з ним, то саме тоді ви отримуєте інформацію про те, що робити». Інсценізації піснеспіву Тернер увійшли як до фільму «До чого тут любов?» 1993 року, так і до документальної стрічки «Тіна» 2021 року.
2 серпня 2005 року в Айнзідельні (Швейцарія) Тернер зустрілася з 14-м Далай-ламою. Вона також зустрілася зі швейцарсько-тибетською буддійською співачкою Дечен Шак-Дагсай та 2009 року спільно з нею та швейцарською співачкою Регулою Курті створила духовний музичний проєкт під назвою Beyond.

### Резиденції, громадянство та статки
1994 року Тернер почала жити в замку Алгонкін у Кюснахті на березі Цюрихського озера. Раніше вона володіла нерухомістю в Кельні, Лондоні та Лос-Анджелесі, а також віллою на Французькій Рив'єрі під назвою «Анна Флер» («Anna Fleur»).
2013 року Тернер подала заяву на отримання швейцарського громадянства, заявивши, що планує відмовитися від громадянства США. Як причину відмови було зазначено, що вона більше не має тісних зв'язків зі США і «не планує проживати» там у майбутньому. У квітні вона пройшла обов'язковий іспит на громадянство, який вимагав поглибленого знання німецької мови (офіційної мови кантону Цюріх) та історії Швейцарії. 22 квітня того року вона стала громадянкою Швейцарії та отримала швейцарський паспорт. 24 жовтня 2013 року Тернер підписала документи про відмову від американського громадянства в посольстві США у Берні.
За оцінками швейцарського ділового журналу Bilanz, 2022 року статки Тернер становили 225 мільйонів швейцарських франків (близько 250 мільйонів доларів США).

## Хвороби та смерть

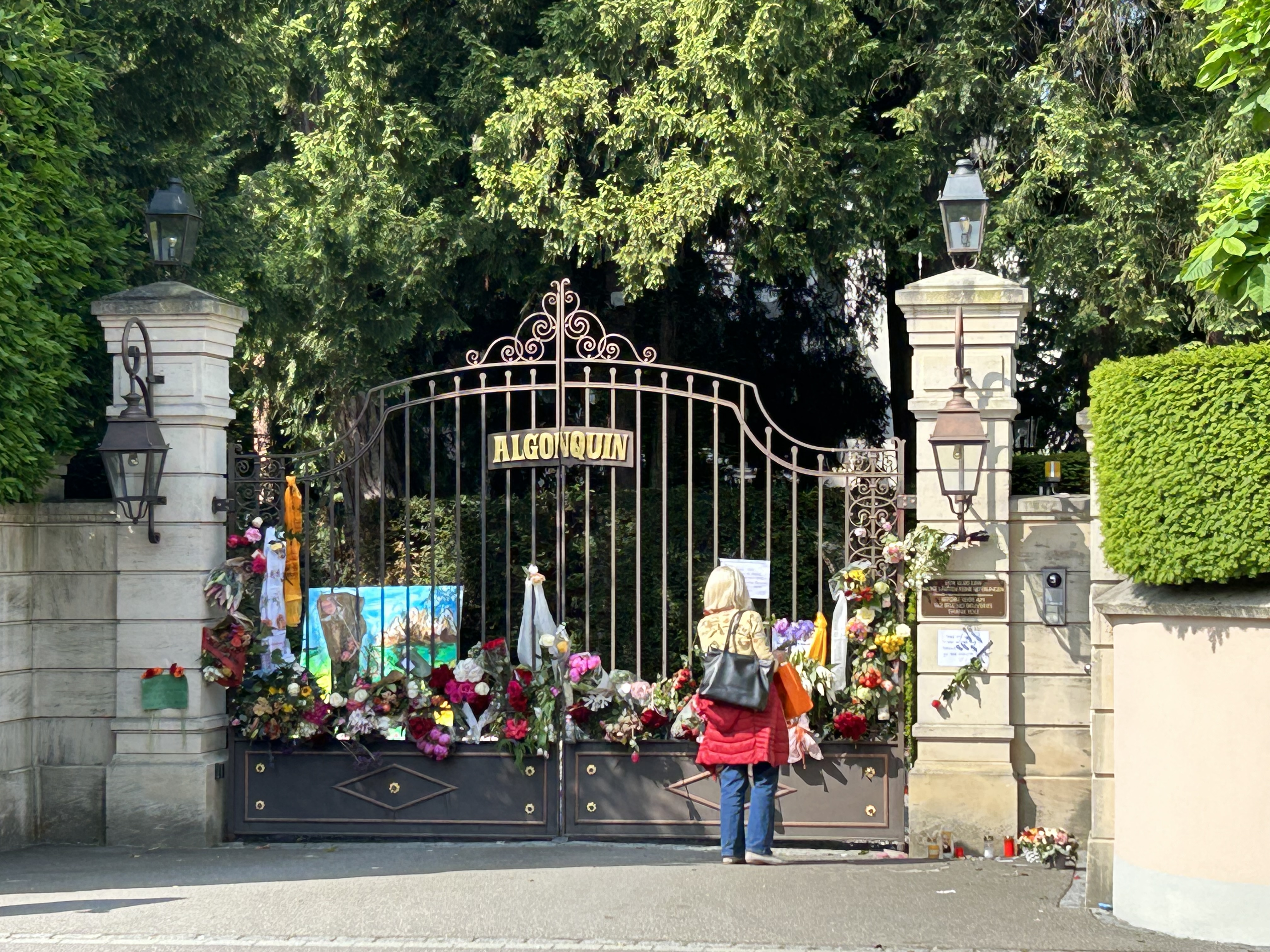
Будинок Тернер, вілла Альгонкін у Кюснахті, Швейцарія, через два дні після її смерті

У мемуарах «Історія мого кохання», опублікованих 2018 року, Тернер розповіла, що мала кілька небезпечних для життя хвороб. З 1978 року у неї був високий кров'яний тиск, який вона майже не лікувала, що призвело до пошкодження нирок і, зрештою, до ниркової недостатності. 2013 року, через три тижні після весілля з Ервіном Бахом, у неї стався інсульт, і їй довелося заново вчитися ходити. 2016 року у неї діагностували колоректальний рак. Вона намагалася лікувати свої проблеми зі здоров'ям гомеопатією, що лише погіршило її стан.
Шанси на пересадку нирки вважалися низькими, і їй рекомендували розпочати діаліз. Вона думала про надання допомоги при самогубстві, що є легальною процедурою у Швейцарії, та записалася до групи «Exit International», але її чоловік запропонував пожертвувати їй нирку для трансплантації. 7 квітня 2017 року Тернер зробили операцію з пересадки нирки, яка була значною мірою успішною, хоча вона, як і раніше, стикалася з деякими ускладненнями, оскільки її тіло намагалося відторгнути новий орган. Результуючі симптоми, такі як «запаморочення, забудькуватість, занепокоєння та рідкісні напади божевільної діареї», часом робили життя проблемою. Вона також відкрито говорила про своє почуття сорому після того, як дізналася, що у неї дислексія.
24 травня 2023 року Тернер померла у своєму будинку в Кюснахті (Швейцарія), у віці 83 років після багаторічної хвороби. Після приватного похорону її тіло кремували.
Після смерті Тернер її втрату оплакували багато колег-артистів, зокрема Бейонсе, Доллі Партон, Деббі Гаррі, Ґлорія Ґейнор, Керрі Катона, Джиммі Барнс, Пітер Андре, Лайонел Річі, Елтон Джон, Мадонна, Род Стюарт, Ліззо, Бріттані Говард, Мік Джаггер, Кіт Річардс, Ронні Вуд і Шер. Співачки Фантазія та Патті Лабелль вшанували її виконанням пісні «Proud Mary» на 66-й щорічній церемонії вручення премії «Греммі» та пісні «The Best» на церемонії вручення премії «BET» 2023 року.
Співачку вшанували британська модель Наомі Кемпбелл, а також діячі кіно і телебачення, як-от Опра Вінфрі, Анджела Бассетт, Дженіфер Льюїс, Форест Вітакер, Бетт Мідлер, та театральний продюсер Йооп ван ден Енде. Крім цього, у своїх публічних заявах Тернер вшанували Президент США Джо Байден, колишні президенти Барак Обама і Білл Клінтон, та президент Швейцарії Ален Берсе. Король Чарльз III вшанував її пам'ять, дозволивши виконати пісню «The Best» під час зміни варти. 25 травня 2023 року театри в лондонському Вест-Енді на дві хвилини загасили світло, щоб вшанувати пам'ять Тернер.

## Спадщина та стиль

### Вплив
Тернер часто називають «королевою рок-н-ролу», вважають музичною «іконою» й однією з найвизначніших співачок усіх часів. На Тернер вплинули такі популярні артисти, на яких вона виросла, як Біг Мама Торнтон, Біг Мейбелл, Етта Джеймс, Рей Чарльз, Джеймс Браун і Сем Кук. Своєю чергою вона вплинула на таких артистів, які прийшли після неї, як: Бейонсе, Джанет Джексон, Вітні Г'юстон, Патті Лабелль, Мерая Кері, Жанель Моне, Дженніфер Гадсон, Джоан Осборн, Джоан Джетт, Леді Гага й інші.
Дафна А. Брукс, фахівець з афроамериканських досліджень, писала для The Guardian: «Тернер поєднала саунд і рух у критичний переломний момент в історії рок-музики, прокладаючи шлях і відображаючи технологічні інновації нової ери поп-музики 60-х і 70-х років. Вона вирвалася на передній край музичної революції, яка тривалий час маргіналізувала та ігнорувала новаторський внесок афроамериканських жінок, а потім переробила себе у тому віці, коли більшість поп-музикантів переходять до категорії „стареньких“. Музичний характер Тернер завжди був заряджений поєднанням таємничості та світла, а також легкої меланхолії, змішаної з несамовитою життєвою силою, яка часто фліртувала з ризиком». Видання The Economist писало: «Її музика, однак, захоплює нескінченною життєвою силою: її голос, інструмент неймовірної точності в поєднанні з розгромною силою, умів викликати як радість, так і біль. Якщо послухати будь-який з численних концертних альбомів, які вона випустила разом з Айком, можна почути історію афроамериканської музики 1960-х і 1970-х років, коли вона трансформувалася з енергійного ритм-енд-блюзу в соул, а потім злилася з роком. Навіть зараз, через понад 50 років потому, вони здатні перенести слухача до задимленого, пропітнілого клубу. У цих записах міс Тернер звучить зухвало, незаперечно, надзвичайно живо» За словами музичної письменниці Тейлор Крамптон з сайту Refinery29: «Голос Тіни Тернер з'явився в той час, коли тон сприймався не як „жіночий“. Притаманна їй грубість, шорсткість, агресивність і жорстка вокальна манера поставили її в один ряд з рокерами того часу. Її твердість і вокальна наполегливість не лише дозволили Тернер йти пліч-о-пліч з рокерами тієї епохи, але й показати їм, як це робиться. Часто кажуть, що Тернер використовувала рок — жанр, який любив чорне звучання, а не чорношкірих людей — щоб дистанціюватися від чорних».

### Вокал

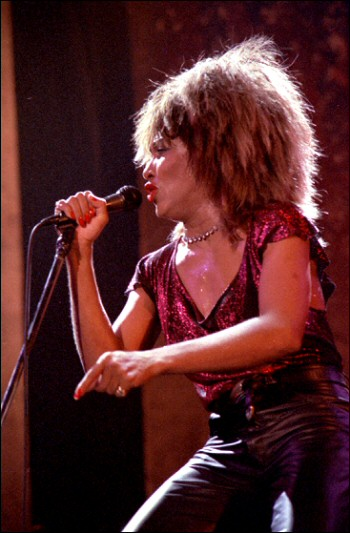
Тіна Тернер в Драмменсхаллені, Норвегія (1984)

Голос Тернер належить до категорії мецо-сопрано, її вокальний діапазон простягався від Ля великої октави до Сі-бемоль другої октави та Мі другої октави. Вона мала ревучий, хриплуватий голос і вирізнялася грубою, дикою манерою виконання. Тернер постійно працювала над вдосконаленням свого вокалу і могла добре співати до понад 70-річного віку. Вона була надзвичайно універсальною співачкою, яка могла співати в різних жанрах, її репертуар складався з попу, року, рок-н-ролу, сучасної музики, ритм-енд-блюзу, соулу, кантрі.

### Артистизм
Окрім музичного таланту, Тернер також знана своїми запальними танцями та вибором костюмів під час виступів. Такі артисти, як Мік Джаггер і Девід Боуї, вважають, що Тернер допомогла їм сформувати свій сценічний стиль. Тернер часто працювала з дизайнером Бобом Маккі, і вбрання, яке вони з ним обирали для виступів, іноді ставало таким же культовим, як і її музика. Знаменитою стала її червоно-помаранчева полум'яна сукня, яку вона одягала разом з Шер на телепередачі «Sonny & Cher Show». Ці вбрання стали визначними не лише завдяки використанню блискіток та візерунків, але й тому, що підкреслювали та демонстрували тіло Тернер. Багато інших виконавців, зокрема Бейонсе і Ракель Велч, стверджували, що її сценічний стиль змусив їх стати більш сміливими у плані підбору своїх костюмів; а Опра Вінфрі визнала, що Тернер вплинула на вибір деяких її зачісок.
Ще однією з характерних рис сценічного образу Тернер стали її стрункі ноги. Протягом усієї своєї кар'єри співачка вибирала екстремальні блискучі міні для демонстрації своїх ніг. Ноги зірки були застраховані на суму 3,2 мільйона доларів За словами Тернер, вона виставляла ноги напоказ для полегшення танцю, що надалі стало частиною її стилю. 2014 року Тернер разом зі своїми молодими колегами Шакірою, Леді Гагою та Ріанною отримала від телеканалу VH1 звання власниці найгарніших ніг шоубізнесу.

## Нагороди, відзнаки та досягнення

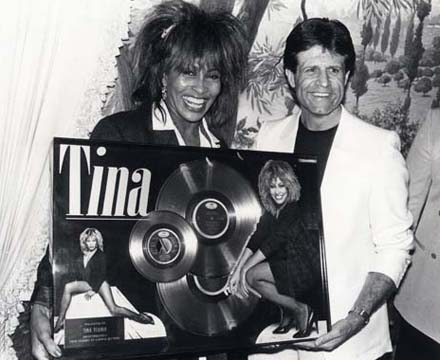
Тернер тримає сертифікаційні таблички з Доном Грієрсоном

Раніше Тернер належала до Книги рекордів Гіннеса за кількістю найбільшої зібраної концертної аудиторії (180 000 людей 1988 року) для сольного виконавця. У Великій Британії Тернер стала першою артисткою, чий хіт потрапляв до топ-40 протягом семи десятиліть поспіль; загалом 35 її хітів потрапили до топ-40 британського чарту. Вона продала понад 100 мільйонів записів в усьому світі, включаючи сертифіковані RIAA продажі альбомів у розмірі 10 мільйонів. Станом на травень 2023 року Тернер продала від 100 до 150 мільйонів платівок в усьому світі.
Тернер здобула загалом 12 премій «Греммі». Серед цих нагород — вісім конкурсних премій «Греммі»; їй належить рекорд (разом із Пет Бенатар і Шерил Кроу) за кількістю нагород (чотири), здобутих за найкраще жіноче рок-вокальне виконання. Три її альбоми, River Deep — Mountain High (1999), Proud Mary (2003) і What's Love Got to Do with It (2012), занесені до Зали слави «Греммі». Тернер — єдина жінка-артистка, яка отримала «Греммі» в галузі попмузики, року і ритм-енд-блюзу. 2018 року Тернер здобула премію «Греммі за життєві досягнення». Тернер також отримала «Греммі» як учасниця заходу «USA for Africa» і як виконавиця на концерті «Prince's trust» 1986 року.
1986 року Тернер отримала зірку на Голлівудській алеї слави, а 1991 року — зірку на Алеї слави в Сент-Луїсі.
Після смерті Тернер її зірка на голлівудській Алеї слави була посипана квітами від шанувальників. Шанувальники в усьому світі вшанували її пам'ять квітами та свічками, зокрема запаленими біля її будинку у Швейцарії та біля лондонського театру Aldwych — місця дії мюзиклу «Тіна». Глорія Гейнор сказала, що Тернер «проклала шлях для багатьох жінок у рок-музиці, чорних та білих». Тернер також була відзначена Мераєю Кері та Опрою Вінфрі як «людина, що вижила», що подолала роки домашнього насильства. Мішель і Барак Обама похвалили її за те, що вона «співає свою правду через радість і біль». Благодійна організація «Women's Aid» вшанувала пам'ять співачки цитатою з однієї з пісень Тернер, сказавши: «Вона завжди буде просто найкращою».

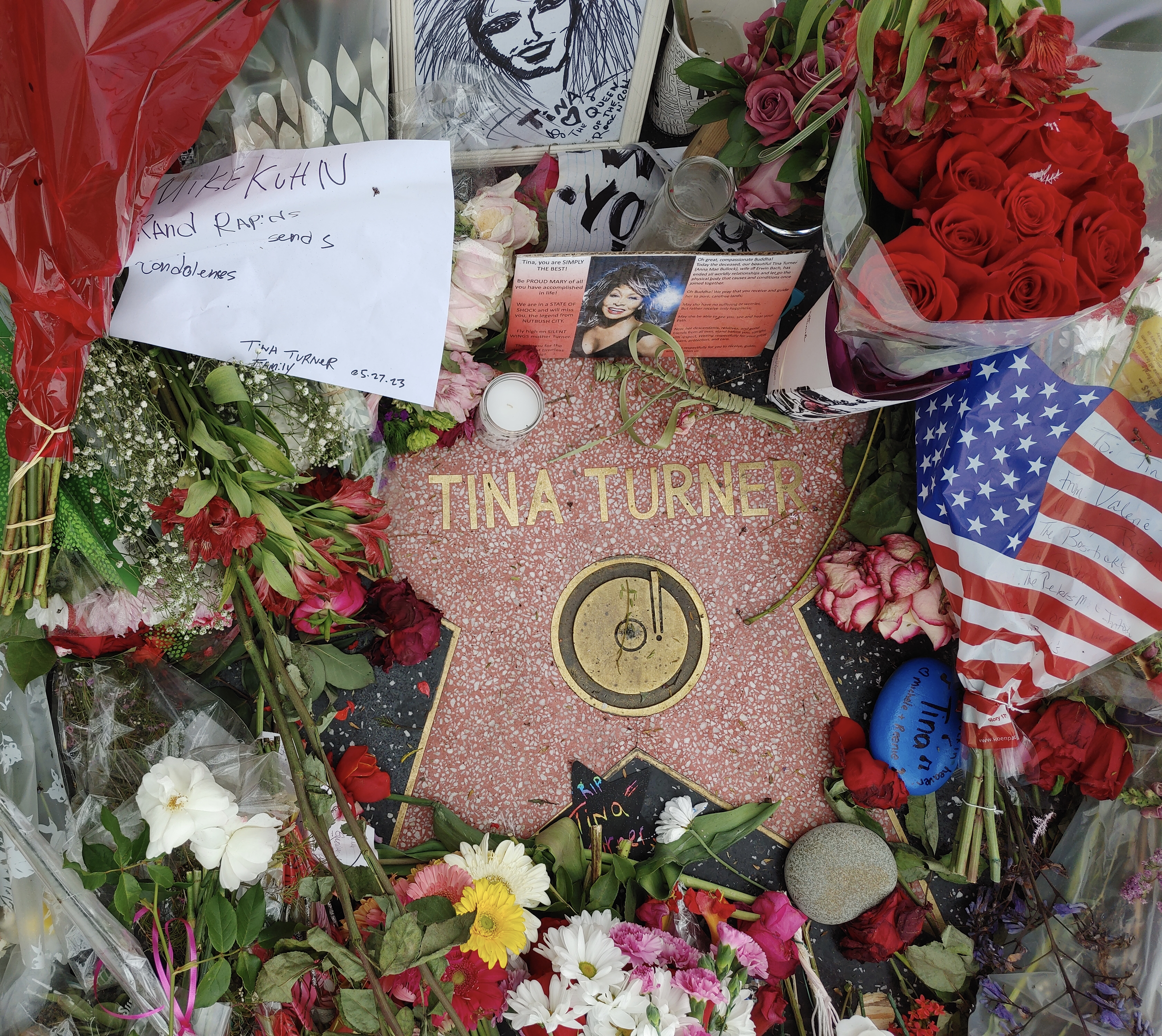
Зірка Тернер на Голлівудській алеї слави, вкрита квітами та подяками від її шанувальників, 28 травня 2023 року

Зірка Тіни Тернер на Алеї слави Сент-Луїса в Університетському місті Міссурі

1991 року вона в дуеті з Айком Тернером була введена до Зали слави рок-н-ролу. 2005 року Тернер здобула престижну нагороду Центру Кеннеді. Президент Джордж Буш відзначив її «природну майстерність, енергію та чуттєвість», а її ноги назвав «найвідомішими в шоубізнесі». Того вечора її пам'ять вшанували кілька артистів, зокрема Мелісса Етерідж (виконала пісню «River Deep — Mountain High»), Квін Латіфа (виконала «What's Love Got to Do with It»), Бейонсе (виконала «Proud Mary») і Ел Грін (виконав «Let's Stay Together»). Опра Вінфрі заявила: «Нам не потрібен ще один герой. Нам потрібно більше таких героїнь, як ти, Тіно. Завдяки тобі я пишаюся тим, що моє ім'я пишеться як ж-і-н-к-а». 2021 року Тернер разом з Анджелою Бассетт була введена до Зали слави рок-н-ролу як сольна виконавиця. Кіт Урбан та H.E.R. виконали пісню «It's Only Love», Міккі Гайтон — «What's Love Got to Do with It», а Крістіна Агілера — «River Deep — Mountain High».
Тернер також здобула такі нагороди та почесті:
- 1967: стала першою темношкірою артисткою та першою жінкою, яка з'явилася на обкладинці журналу Rolling Stone (випуск № 2)[84].
- 1993: «World Music Awards» вручили Тернер нагороду «Легенда»[351].
- 1993: журнал «Essence[en]» нагородив співачку премією «Жива легенда»[352].
- 1996: Тернер отримала орден Почесного легіону від міністра освіти Франції[353].
- 1999: посіла 2 місце у списку 100 найвидатніших жінок рок-н-ролу за версією VH1[354].
- 2002: шосе Tennessee State Route 19 між Браунсвіллем і Натбушем назвали «Шосе Тіни Тернер»[355].
- 2003: журнал Rolling Stone поставив альбом Proud Mary: The Best of Ike & Tina Turner на 212 місце у списку 500 найкращих альбомів усіх часів (214 місце у переглянутому списку 2012 року)[356][357].
- 2004: виступ 1985 року з піснею «What's Love Got To Do With It» увійшов до 10 найкращих моментів «Греммі» за версією журналу People[358].
- 2008: журнал Rolling Stone поставив Тернер на 17 місце у списку 100 найкращих співаків усіх часів[323].
- 2009: журнал Time назвав її виконання пісні «What's Love Got to Do With It» 1985 року одним з 10 найкращих моментів «Греммі»[359].
- 2010: журнал Rolling Stone поставив Тернер на 63 місце у списку 100 найвидатніших артистів усіх часів[360].
- 2013: співачка з'явилася на обкладинці німецького видання журналу «Vogue»Vogue, ставши найстаршою людиною (у віці 73 років), яка з'явилася на його обкладинці, перевершивши Меріл Стріп (у віці 62 років), яка з'явилася на обкладинці його американського видання 2012 року[361].
- 2014: Тернер була включена до Зали слави соул-музики[362].
- 2015: журнал Rolling Stone поставив Айка і Тіну Тернерів на друге місце у списку 20 найкращих дуетів усіх часів[363].
- 2015: Айк і Тіна Тернер були включені до Зали слави класичного року в Сент-Луїсі[364].
- 2016: зображення Тернер, зроблене Джеком Робінсоном 1969 року, було використано як обкладинка альбому гурту The Last Shadow Puppets Everything You've Come to Expect[en][365].
- 2019: Тернер була включена до Зали музичної слави Мемфіса[366].
- 2020: альбом Private Dancer було додано до Національного реєстру звукозаписів Бібліотеки Конгресу США[367].
- 2021: співачка стала дворазовим членом Зали слави рок-н-ролу[368].
- 2021: здобула почесний докторський ступінь за «унікальну музичну та мистецьку діяльність» на філософському та історичному факультеті Бернського університету[369].
- 2022: компанія Mattel випустила ляльку Барбі, схожу на Тернер, на честь її синглу «What's Love Got to Do With It»[370].
- 2023: журнал Rolling Stone поставив Тернер на 55 місце у списку 200 найкращих співаків усіх часів[371].

## Дискографія

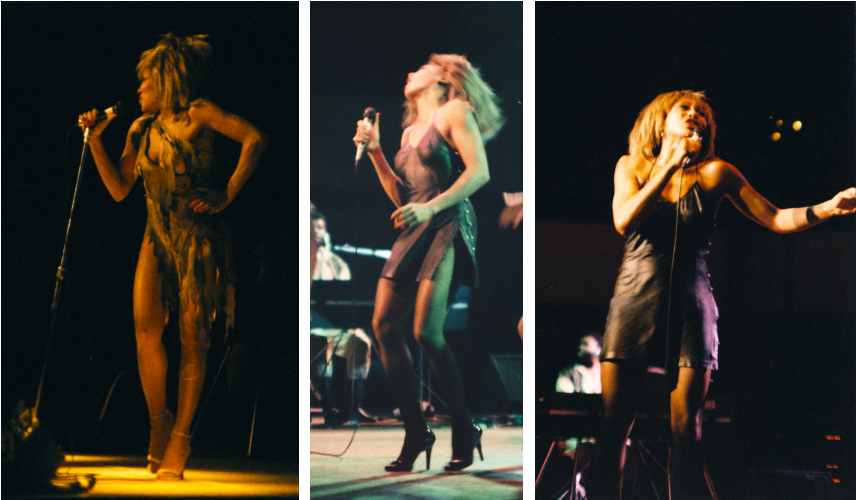
Виступ Тіни Тернер у Сент-Девідс-холі, Кардіфф (1984)

Студійні альбоми
- Tina Turns the Country On! (1974)
- Acid Queen (1975)
- Rough (1978)
- Love Explosion (1979)
- Private Dancer (1984)
- Break Every Rule (1986)
- Foreign Affair (1989)
- Wildest Dreams (1996)
- Twenty Four Seven (1999)

## Тури
| Сольні тури - 1977: Australian Tour - 1978: Tina Turner Revue - 1979: Tina Turner Show - 1981—1983: Tina Turner: Live in Concert - 1984: 1984 World Tour - 1985: Private Dancer Tour - 1987—1988: Break Every Rule World Tour - 1990: Foreign Affair: The Farewell Tour - 1993: What's Love? Tour - 1996—1997: Wildest Dreams Tour - 2000: Twenty Four Seven Tour - 2008—2009: Tina!: 50th Anniversary Tour | На розігріві - 1981: American Tour 1981 (для The Rolling Stones) - 1981: Worth Leavin' Home For Tour (для Рода Стюарта) - 1984: Can't Slow Down Tour (для Лайонела Річі) |

## Фільмографія
| Рік  | Фільм                                             | Роль              | Примітки                                                                       |
| ---- | ------------------------------------------------- | ----------------- | ------------------------------------------------------------------------------ |
| 1965 | «The Big T.N.T. Show»                             | Грає саму себе    | Сіквел концертного фільму T.A.M.I. Show                                        |
| 1970 | «It's Your Thing»                                 | Грає саму себе    | Документальний фільм про концерт братів Айслі на стадіоні «Янкі»               |
| 1970 | «Gimme Shelter»                                   | Грає саму себе    | Документальний фільм про американське турне гурту The Rolling Stones 1969 року |
| 1971 | «Soul to Soul»                                    | Грає саму себе    | Документальний фільм про концерт до Дня незалежності в Гані                    |
| 1971 | «Taking Off»                                      | Грає саму себе    | Комедійний фільм                                                               |
| 1971 | «Good Vibrations from Central Park»               | Грає саму себе    | Музичний фестиваль                                                             |
| 1975 | «Томмі»                                           | Кислотна королева | [ 374 ]                                                                        |
| 1975 | «Ann-Margret Olsson»                              | Грає саму себе    | Телепрограма                                                                   |
| 1975 | «Poiret est à vous»                               | Грає саму себе    | Телешоу-вар'єте                                                                |
| 1978 | «Оркестр клубу самотніх сердець сержанта Пеппера» | Грає саму себе    | [ 374 ]                                                                        |
| 1982 | «Chuck Berry: Live at the Roxy with Tina Turner»  | Грає саму себе    | Концерт                                                                        |
| 1985 | «Шалений Макс 3: Під куполом грому»               | Тітонька Ентіті   | Нагорода NAACP Image Award за видатну жіночу роль у кінофільмі (1986)          |
| 1993 | «На що здатна любов»                              | Грає саму себе    | Голос Анжели Бассет, також архівні кадри                                       |
| 1993 | «Tina Turner: Girl From Nutbush»                  | Грає саму себе    | Документальний фільм                                                           |
| 1993 | «Останній кіногерой»                              | Мер               | [ 374 ]                                                                        |
| 2000 | «Ally McBeal»                                     | Грає саму себе    | Епізод: «The Oddball Parade»                                                   |
| 2012 | «Ike & Tina on the Road: 1971–72»                 | Грає саму себе    | Документальний фільм рок-фотографа Боба Груена                                 |
| 2021 | «Tina»                                            | Грає саму себе    | Документальний фільм                                                           |

## Книги
- «Tina!» (1985).
- «I, Tina: My Life Story» (1986)
- «My Love Story: A Memoir», Atria Books (2018)
- «Happiness Becomes You: A Guide to Changing Your Life for Good», Atria Books (2020)
- «Tina Turner: That's My Life»